# Canyra cylindricornis
Canyra cylindricornis är en insektsart som först beskrevs av Fabricius 1803.  Canyra cylindricornis ingår i släktet Canyra och familjen sporrstritar. Inga underarter finns listade i Catalogue of Life.